# Beatriz Haddad Maiová
Beatriz Haddad Maiová (nepřechýleně Haddad Maia, * 30. května 1996 São Paulo) je brazilská profesionální tenistka s libanonskými kořeny, hrající levou rukou. Ve své dosavadní kariéře na okruhu WTA Tour vyhrála čtyři singlové a sedm deblových turnajů, včetně „doublu“ na Elite Trophy 2023. Po jedné singlové i deblové trofeji přidala v sérii WTA 125. V rámci okruhu ITF získala sedmnáct titulů ve dvouhře a devět ve čtyřhře.
Na žebříčku WTA byla ve dvouhře nejvýše klasifikována v červnu 2023 na 10. místě a ve čtyřhře v květnu téhož roku také na 10. místě. Trénuje ji Rafael Paciaroni. Dříve tuto roli plnil Larri Passos.
Na Indian Wells Masters 2021 se výhrou nad třetí hráčkou klasifikace Karolínou Plíškovou stala první Brazilkou, která porazila členku elitní světové trojky žebříčku WTA. Na grandslamu si zahrála finále ženské čtyřhry Australian Open 2022. Po boku Kazachstánky Anny Danilinové v něm prohrály s prvním světovým párem Češek Barborou Krejčíkovou a Kateřinou Siniakovou. Po semifinále French Open 2023 se stala první Brazilkou v elitní světové desítce žebříčku WTA ve dvouhře.
V brazilském týmu Billie Jean King Cupu debutovala v roce 2012 základním blokem 1. skupiny Americké zóny proti Venezuele, v němž prohrála dvouhru s Gabrielou Pazovou. Brazilky přesto zvítězily 2:1 na zápasy. Do listopadu 2024 v soutěži nastoupila k dvaceti čtyřem mezistátním utkáním s bilancí 19–10 ve dvouhře a 10–2 ve čtyřhře.
Brazílii reprezentovala na Letních olympijských hrách 2024 v Paříži. Ve druhém kole dvouhry podlehla Slovence Anně Karolíně Schmiedlové. Do ženské čtyřhry nastoupila s Luisou Stefaniovou. Ve druhém kole nestačily na Britky Boulterovou s Watsonovou.

## Tenisová kariéra
S tenisem začala v pěti letech v saopaulském klubu Sirio, v němž hrály také matka Lais Scaff Haddadová a babička Arlette Scaff Haddadová. V juniorské kategorii se probojovala do dvou grandslamových finále ve čtyřhře a to vždy na Roland Garros. Z obou bojů o titul odešla poražena. Poprvé nestačila po boku paraguayské juniorky Montserrat Gonzálezové na French Open 2012 ruské dvojici Darja Gavrilovová a Irina Chromačovová až v supertiebreaku dvoubodovým rozdílem. O rok později si na French Open 2013 finále zopakovala, když v páru s Ekvádorkou Doménicou Gonzálezovou podlehly favorizovaným českým hráčkám Barboře Krejčíkové s Kateřinou Siniakovou ve dvou setech.
První ženský turnaj na okruhu ITF odehrála v roce 2010 v Brazílii. Premiérovou událostí na okruhu WTA Tour se pak stala kvalifikace quebeckého Bell Challenge 2012, v níž na úvod vypadla s Kanaďankou Heidi El Tabakhovou. Debutový titul na této ženské túře pak získala na antukovém Copa Colsanitas 2015, hraném v kolumbijské metropoli Bogotě. Ve finále čtyřhry s krajankou Paulou Cristinou Gonçalvesovou zdolaly americký pár Irina Falconiová a Shelby Rogersová až v supertiebreaku.

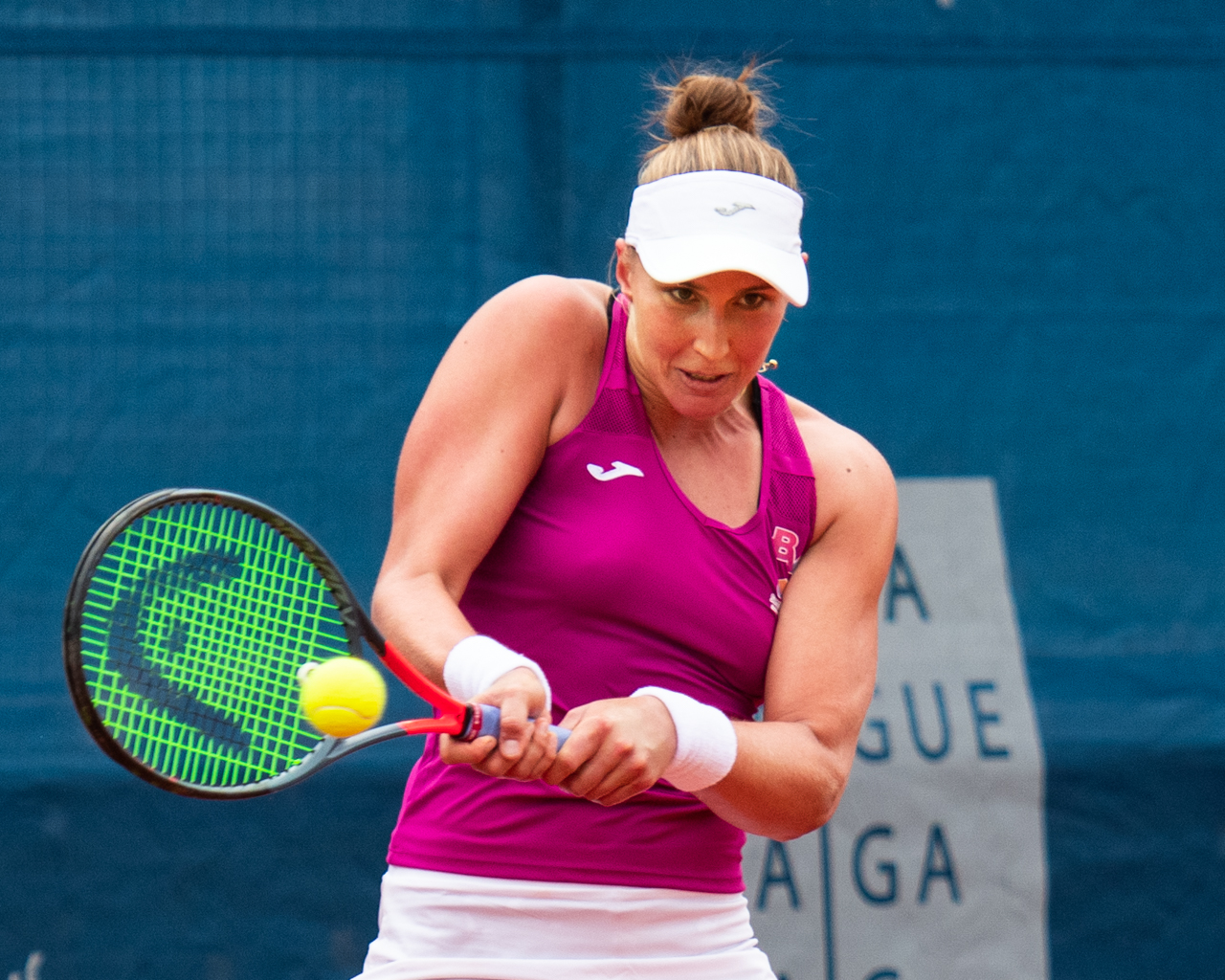
Bekhend v kvalifikaci Prague Open 2019

Po červencovém Wimbledonu 2019, kde v úvodním kole vyřadila Španělku Garbiñe Muguruzaovou a poté podlehla Harriet Dartové, Mezinárodní tenisová federace oznámila, že byla 4. června 2019 na turnaji WTA 125 v Bolu pozitivně testována na zakázaný modulátor s podobnými vlastnostmi anabolickým steroidům. Montréalská laboratoř odhalila metabolity SARM S-22 a SARM LGD-4033. Do vyřešení případu jí byla pozastavena činnost. Na odloženém BNP Paribas Open 2021 v Indian Wells postoupila do hlavní soutěže až jako šťastná poražená. Ve třetím kole vyřadila třetí hráčku klasifikace Karolínu Plíškovou. Stala se tak první Brazilkou, která porazila členku elitní světové trojky na žebříčku WTA. Následně však uhrála jen dva gamy na Estonku Anett Kontaveitovou.
První singlový titul na okruhu WTA Tour získala na travnatém Rothesay Open Nottingham 2022 po třísetové finálové výhře nad Američankou Alison Riskeovou. Druhou trofej si odvezla o týden později z červnového Rothesay Classic Birmingham 2022. Na cestě do finále porazila dvě wimbledonské šampionky – v prvním kole Kvitovou a v semifinále Halepovou. V úvodní sadě závěrečného zápasu jí skrečovala Číňanka Čang Šuaj pro poranění zad. Bodový zisk ji na žebříčku poprvé posunul do světové třicítky, na 29. místo. Na torontském National Bank Open 2022 přehrála ve druhé fázi světovou třináctku Leylah Fernandezovou. Následně poprvé v kariéře zdolala světovou jedničku, Polku Igu Świątekovou ve třech sadách. Potřetí v sezóně tak zvládla duel s členkou první světové desítky a stala se první Brazilkou ve čtvrtfinále turnaje WTA 1000. Ani v něm ji nezastavila dvanáctá žena klasifikace Belinda Bencicová.

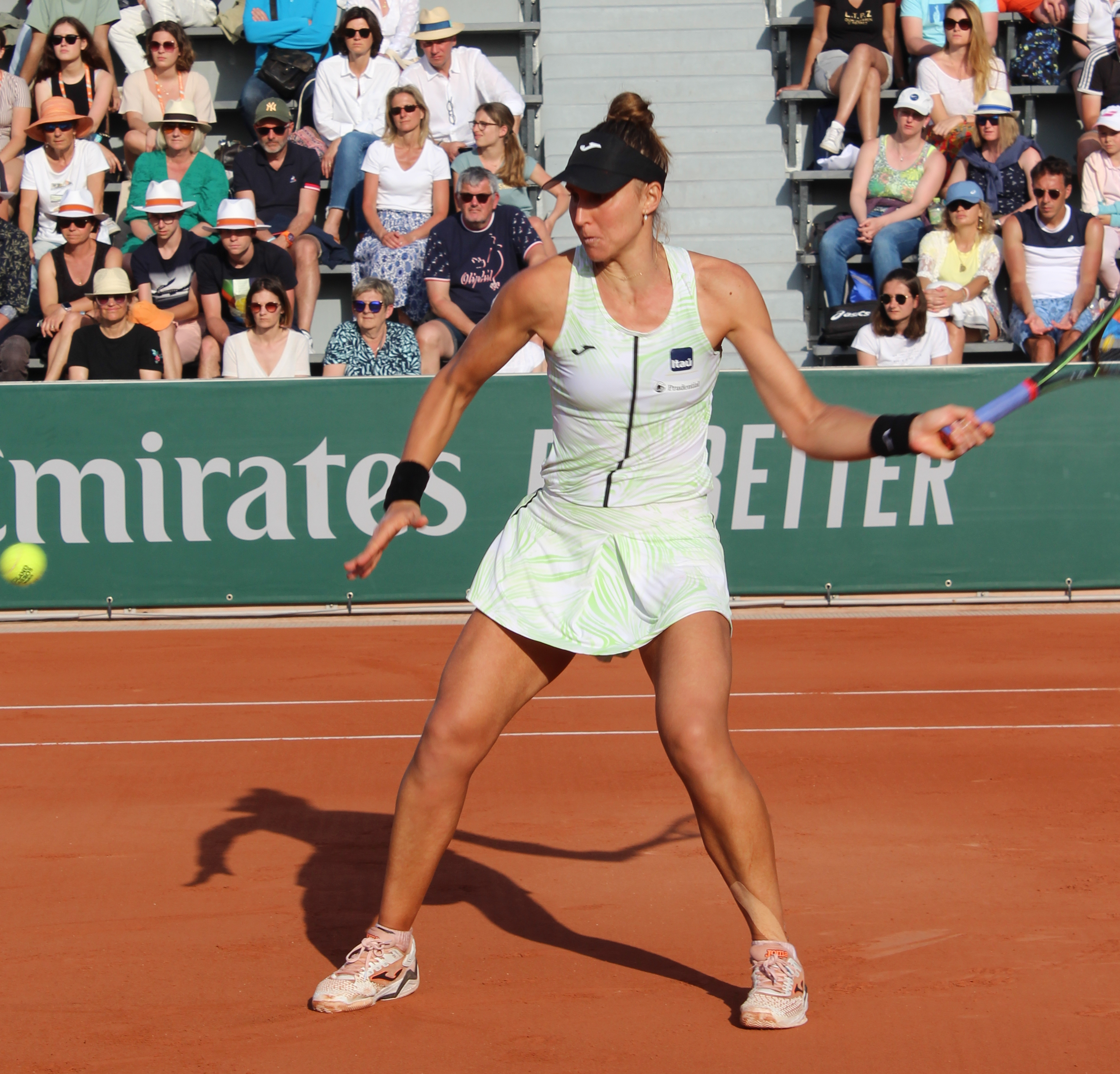
Na French Open 2023 poprvé překročila hranici 2. kola grandslamové dvouhry. Díky semifinálové účasti se stala první Brazilkou v Top 10 žebříčku WTA.

První grandslamové semifinále ve dvouhře si zahrála na French Open 2023. Do této fáze grandslamu postoupila jako první Brazilka od Marii Buenové na US Open 1968. Při předchozích jedenácti grandslamových startech nikdy nepřekročila hranici druhého kola. Ve třetím kole odvrátila mečbol třiadvacáté nasazené Jekatěrině Alexandrovové. V osmifinále pak otočila průběh zápasu se Sarou Sorribesovou Tormovou. Po ztrátě úvodní sady, prohrávala ve druhé 0–3 na gamy. Přesto po 3 hodinách a 51 minutách zvítězila v nejdelším zápase odehrané části sezóny, třetím nejdelším v historii ženského Roland Garros a desátém nejdelším v otevřené éře. Mezi poslední osmičkou prohrála potřetí v řadě úvodní set a opět duel otočila, když vyřadila světovou sedmičku Ons Džabúrovou. V semifinále však nestačila na obhájkyni trofeje a pozdější šampionku, světovou jedničku Igu Świątekovou. V tiebreaku druhé sady nevyužila setbol. V následném vydání žebříčku WTA se jako první Brazilka stala členkou první světové desítky, kterou uzavírala. K posunu do Top 10 jí pomohly také čtvrtfinálové účasti na stuttgartském Porsche Tennis Grand Prix 2023 a římském Internazionali BNL d'Italia 2023.

## Finále na Grand Slamu

### Ženská čtyřhra: 1 (0–0)
| Stav       | rok  | turnaj          | povrch | spoluhráčka     | soupeřky ve finále                    | výsledek           |
| ---------- | ---- | --------------- | ------ | --------------- | ------------------------------------- | ------------------ |
| Finalistka | 2022 | Australian Open | tvrdý  | Anna Danilinová | Barbora Krejčíková Kateřina Siniaková | 7–6(7–3), 4–6, 4–6 |

## Finále na okruhu WTA Tour
| Legenda                                                 |
| ------------------------------------------------------- |
| D – dvouhra; Č – čtyřhra                                |
| Grand Slam (0–1 Č)                                      |
| Turnaj mistryň (0)                                      |
| WTA Elite Trophy (1–0 D; 1–0 Č)                         |
| Premier Mandatory & Premier 5 / WTA 1000 (0–1 D; 1–2 Č) |
| Premier / WTA 500 (1–0 D; 2–1 Č)                        |
| International / WTA 250 (2–2 D, 3–0 Č)                  |

### Dvouhra: 7 (4–3)
| Stav       | č. | datum           | turnaj                         | kategorie     | povrch | soupeřka ve finále   | výsledek             |
| ---------- | -- | --------------- | ------------------------------ | ------------- | ------ | -------------------- | -------------------- |
| Finalistka | 1. | 24. září 2017   | Soul, Jižní Korea              | International | tvrdý  | Jeļena Ostapenková   | 7–6(7–5), 1–6, 4–6   |
| Vítězka    | 1. | 12. června 2022 | Nottingham, Spojené království | WTA 250       | tráva  | Alison Riskeová      | 6–4, 1–6, 6–3        |
| Vítězka    | 2. | 19. června 2022 | Birmingham, Spojené království | WTA 250       | tráva  | Čang Šuaj            | 5–4skreč             |
| Finalistka | 2. | 14. srpna 2022  | Toronto, Kanada                | WTA 1000      | tvrdý  | Simona Halepová      | 3–6, 6–2, 3–6        |
| Vítězka    | 3. | 29. října 2023  | Ču-chaj, Čína                  | Elite Trophy  | tvrdý  | Čeng Čchin-wen       | 7–6(13–11), 7–6(7–4) |
| Finalistka | 3. | srpen 2024      | Cleveland, Spojené státy       | WTA 250       | tvrdý  | McCartney Kesslerová | 6–1, 1–6, 5–7        |
| Vítězka    | 4. | 22. září 2024   | Soul, Jižní Korea              | WTA 500       | tvrdý  | Darja Kasatkinová    | 1–6, 6–4, 6–1        |

### Čtyřhra: 11 (7–4)
| Stav       | č. | datum           | turnaj                                | kategorie     | povrch | spoluhráčka                 | soupeřky ve finále                          | výsledek                   |
| ---------- | -- | --------------- | ------------------------------------- | ------------- | ------ | --------------------------- | ------------------------------------------- | -------------------------- |
| Vítězka    | 1. | 13. dubna 2015  | Bogotá, Kolumbie                      | International | antuka | Paula Cristina Gonçalvesová | Irina Falconiová Shelby Rogersová           | 6–3, 3–6, [10–6]           |
| Vítězka    | 2. | 15. dubna 2017  | Bogotá, Kolumbie (2)                  | International | antuka | Nadia Podoroská             | Verónica Cepedeová Roygová Magda Linetteová | 6–3, 7–6(7–4)              |
| Vítězka    | 3. | leden 2022      | Sydney, Austrálie                     | WTA 500       | tvrdý  | Anna Danilinová             | Vivian Heisenová Panna Udvardyová           | 4–6, 7–5, [10–8]           |
| Finalistka | 1. | 30. ledna 2022  | Australian Open, Melbourne, Austrálie | Grand Slam    | tvrdý  | Anna Danilinová             | Barbora Krejčíková Kateřina Siniaková       | 7–6(7–3), 4–6, 4–6         |
| Vítězka    | 4. | 12. června 2022 | Nottingham, Spojené království        | WTA 250       | tráva  | Čang Šuaj                   | Caroline Dolehideová Monica Niculescuová    | 7–6(7–2), 6–3              |
| Finalistka | 2. | 23. října 2022  | Guadalajara, Mexiko                   | WTA 1000      | tvrdý  | Anna Danilinová             | Storm Sandersová Luisa Stefaniová           | 6–7(4–7), 7–6(7–2), [8–10] |
| Finalistka | 3. | 18. března 2023 | Indian Wells, Spojené státy           | WTA 1000      | tvrdý  | Laura Siegemundová          | Barbora Krejčíková Kateřina Siniaková       | 1–6, 7–6(7–3), [7–10]      |
| Vítězka    | 5. | 7. května 2023  | Madrid, Španělsko                     | WTA 1000      | antuka | Viktoria Azarenková         | Coco Gauffová Jessica Pegulaová             | 6–1, 6–4                   |
| Vítězka    | 6. | 29. října 2023  | Ču-chaj, Čína                         | Elite Trophy  | tvrdý  | Veronika Kuděrmetovová      | Miju Katová Aldila Sutjiadiová              | 6–3, 6–3                   |
| Vítězka    | 7. | 12. ledna 2024  | Adelaide, Austrálie                   | WTA 500       | tvrdý  | Taylor Townsendová          | Caroline Garciaová Kristina Mladenovicová   | 7–5, 6–3                   |
| Finalistka | 4. | leden 2025      | Adelaide, Austrálie                   | WTA 500       | tvrdý  | Laura Siegemundová          | Kuo Chan-jü Alexandra Panovová              | 5–7, 4–6                   |

## Finále série WTA 125
| Legenda                  |
| ------------------------ |
| D – dvouhra; Č – čtyřhra |
| WTA 125 (1–1 D; 1–0 Č)   |

### Dvouhra: 2 (1–1)
| Stav       | č. | datum           | turnaj              | povrch | soupeřka ve finále | výsledek      |
| ---------- | -- | --------------- | ------------------- | ------ | ------------------ | ------------- |
| Vítězka    | 1. | 8. května 2022  | Saint-Malo, Francie | antuka | Anna Blinkovová    | 7–6(7–3), 6–3 |
| Finalistka | 1. | 15. května 2022 | Paříž, Francie      | antuka | Claire Liuová      | 3–6, 4–6      |

### Čtyřhra: 1 (1–0)
| Stav    | č. | datum           | turnaj         | povrch | spoluhráčka            | soupeřky ve finále              | výsledek         |
| ------- | -- | --------------- | -------------- | ------ | ---------------------- | ------------------------------- | ---------------- |
| Vítězka | 1. | 14. května 2022 | Paříž, Francie | antuka | Kristina Mladenovicová | Oxana Kalašnikovová Miju Katová | 5–7, 6–4, [10–4] |

## Finále na okruhu ITF
| Dotace turnajů okruhu ITF | Dotace turnajů okruhu ITF |
| ------------------------- | ------------------------- |
| 100 000 $ tournaments     | 80 000 $ tournaments      |
| 75 000 $ tournaments      | 60 000 $ tournaments      |
| 50 000 $ tournaments      | 25 000 $ tournaments      |
| 15 000 $ tournaments      | 10 000 $ tournaments      |

### Dvouhra: 25 (17–8)
| Stav       | č.  | datum             | turnaj                            | povrch | soupeřka ve finále          | výsledek             |
| ---------- | --- | ----------------- | --------------------------------- | ------ | --------------------------- | -------------------- |
| Finalistka | 1.  | 1. srpna 2011     | São Paulo, Brazílie               | antuka | Maria Fernanda Alvesová     | 6–4, 5–7, 3–6        |
| Vítězka    | 1.  | 24. října 2011    | Goiânia, Brazílie                 | antuka | Bárbara Luzová              | 6–2, 6–0             |
| Vítězka    | 2.  | 2. dubna 2012     | Ribeirão Preto, Brazílie          | tvrdý  | Natasha Fourouclasová       | 6–0, 6–1             |
| Vítězka    | 3.  | 25. března 2013   | Ribeirão Preto, Brazílie          | antuka | Andrea Benítezová           | 7–6(7–2), 6–2        |
| Vítězka    | 4.  | 15. dubna 2013    | Antalya, Turecko                  | tvrdý  | Tereza Martincová           | 6–4, 6–3             |
| Finalistka | 2.  | 20. května 2013   | Caserta, Itálie                   | antuka | Renata Voráčová             | 4–6, 1–6             |
| Finalistka | 3.  | 17. června 2013   | Lenzerheide, Švýcarsko            | antuka | Laura Siegemundová          | 2–6, 3–6             |
| Finalistka | 4.  | 23. června 2014   | Breda, Nizozemsko                 | antuka | Bernarda Peraová            | 1–6, 6–7(8–10)       |
| Finalistka | 5.  | 1. prosince 2014  | Mérida, Mexiko                    | tvrdý  | Patricia Maria Țigová       | 6–3, 3–6, 1–6        |
| Finalistka | 6.  | 3. října 2016     | Pula, Itálie                      | antuka | Martina Trevisanová         | 3–6, 4–6             |
| Vítězka    | 5.  | 31. října 2016    | Scottsdale, Spojené státy         | tvrdý  | Kristie Ahnová              | 7–6(7–4), 7–6(7–2)   |
| Vítězka    | 6.  | 7. listopadu 2016 | Waco, Spojené státy               | tvrdý  | Grace Minová                | 6–2, 3–6, 6–1        |
| Vítězka    | 7.  | 28. února 2017    | Clare, Austrálie                  | tvrdý  | Markéta Vondroušová         | 6–2, 6–2             |
| Vítězka    | 8.  | 14. května 2017   | Cagnes-sur-Mer, Francie           | antuka | Jil Teichmannová            | 6–3, 6–3             |
| Finalistka | 7.  | 4. listopadu 2018 | Tyler, Spojené státy              | tvrdý  | Whitney Osuigweová          | 3–6, 4–6             |
| Vítězka    | 9.  | září 2020         | Montemor-o-Novo, Portugalsko      | tvrdý  | Jodie Anna Burrageová       | 6–1, 6–4             |
| Finalistka | 8.  | září 2020         | Figueira da Foz, Portugalsko      | tvrdý  | Georgina Garcíaová Pérezová | 7–6(12–10), 5–7, 4–6 |
| Vítězka    | 10. | září 2020         | Santarém, Portugalsko             | tvrdý  | Martyna Kubková             | 6–0, 6–0             |
| Vítězka    | 11. | září 2020         | Porto, Portugalsko                | tvrdý  | Ingrid Gamarra Martinsová   | 6–3, 6–2             |
| Vítězka    | 12. | říjen 2020        | Funchal, Portugalsko              | tvrdý  | Francisca Jorgeová          | 6–3, 6–3             |
| Vítězka    | 13. | duben 2021        | Villa Maria, Argentina            | antuka | Francesca Jonesová          | 5–7, 6–4, 6–2        |
| Vítězka    | 14. | duben 2021        | Cordoba, Argentina                | antuka | Panna Udvardyová            | 6–2, 6–2             |
| Vítězka    | 15. | červen 2021       | Montemor Ladies Open, Portugalsko | tvrdý  | Mariam Bolkvadzeová         | 6–4, 6–4             |
| Vítězka    | 16. | září 2021         | Collonge-Bellerive, Švýcarsko     | antuka | Ipek Ozová                  | 5–7, 6–1, 6–4        |
| Vítězka    | 17. | září 2021         | Montreux, Švýcarsko               | antuka | Francesca Jonesová          | 6–4, 6–3             |

### Čtyřhra: 15 (9–6)
| Stav       | č. | datum           | turnaj                       | povrch | spoluhráčka                 | soupeřky ve finále                           | výsledek              |
| ---------- | -- | --------------- | ---------------------------- | ------ | --------------------------- | -------------------------------------------- | --------------------- |
| Vítězka    | 1. | 20. září 2010   | Mogi das Cruzes, Brazílie    | antuka | Flávia Guimarães Bueno      | Maria Fernanda Alves Natasha Lotuffová       | 6–1, 6–3              |
| Vítězka    | 2. | 1. srpna 2011   | São Paulo, Brazílie          | antuka | Carla Forteová              | Isabella Robbianiová Kyra Shroffová          | 6–7(5–7), 6–3, [10–7] |
| Vítězka    | 3. | 24. října 2011  | Goiânia, Brazílie            | antuka | Paula Cristina Gonçalves    | Flávia Dechandt Araújo Karina Vendittiová    | 6–4, 5–7, [12–10]     |
| Finalistka | 1. | 8. dubna 2013   | Antalya, Turecko             | tvrdý  | Bárbara Luzová              | Irina Baraová Diana Buzeanová                | 5–7, 1–6              |
| Finalistka | 2. | 9. června 2014  | Amstelveen, Nizozemsko       | tvrdý  | Tatiana Búová               | Bernarda Peraová Viktorija Tomovová          | 0–6, 1–2skreč         |
| Vítězka    | 4. | 16. června 2014 | Alkmaar, Nizozemsko          | antuka | Bernarda Peraová            | Charlotte van der Meiováj Mandy Wagemakerová | 6–1, 1–6, [10–5]      |
| Finalistka | 3. | 26. ledna 2015  | Sunrise, Spojené státy       | antuka | Paula Cristina Gonçalves    | Anna Kalinská Katerina Stewartová            | 6–7(6–8), 7–5, [6–10] |
| Finalistka | 4. | 11. května 2015 | Saint-Gaudens, Francie       | antuka | Nicole Melicharová          | Mariana Duqueová Julia Glušková              | 6–1, 6–7(5–7), [4–10] |
| Vítězka    | 5. | 25. května 2015 | Grado, Itálie                | antuka | Viktorija Golubicová        | Sharon Fichmanová Katarzyna Piterová         | 6–3, 6–2              |
| Vítězka    | 6. | 18. ledna 2016  | Guarujá, Brazílie            | tvrdý  | Paula Cristina Gonçalvesová | Laura Pigossiová Jil Teichmannová            | 6–7(3–7), 7–5, [10–7] |
| Vítězka    | 7. | 28. února 2017  | Clare, Austrálie             | tvrdý  | Genevieve Lorbergsová       | Alison Baiová Erika Semaová                  | 6–4, 6–3              |
| Finalistka | 5. | květen 2019     | Cagnes-sur-Mer, Francie      | antuka | Luisa Stefaniová            | Xenia Knollová Anna Blinkovová               | 6–4, 2–6, [12–14]     |
| Vítězka    | 8. | červen 2019     | Ilkley, Velká Británie       | tráva  | Luisa Stefaniová            | Ellen Perezová Arina Rodionovová             | 6–4, 6–7(5–7), [10–4] |
| Vítězka    | 9. | září 2020       | Figueira da Foz, Portugalsko | tvrdý  | Ingrid Gamarra Martinsová   | Jacqueline Cabajová Awadová Inês Murtaová    | 7–5, 6–1              |
| Finalistka | 6. | říjen 2020      | Funchal, Portugalsko         | tvrdý  | Ingrid Gamarra Martinsová   | Arianne Hartonová Eva Vedderová              | 6–4, 1–6, [7–10]      |

## Finále na juniorském Grand Slamu

### Čtyřhra juniorek: 2 (0–2)
| Stav       | Rok  | Turnaj      | Povrch | Spoluhráčka            | Soupeřky ve finále                    | Výsledek         |
| ---------- | ---- | ----------- | ------ | ---------------------- | ------------------------------------- | ---------------- |
| Finalistka | 2012 | French Open | antuka | Montserrat Gonzálezová | Darja Gavrilovová Irina Chromačovová  | 6–4, 4–6, [8–10] |
| Finalistka | 2013 | French Open | antuka | Doménica Gonzálezová   | Barbora Krejčíková Kateřina Siniaková | 5–7, 2–6         |